# Olympische Sommerspiele 2012/Teilnehmer (Nordkorea)
| Gelbes Symbol für Goldmedaillen mit stilisierten Olympischen Ringen | Graues Symbol für Silbermedaillen mit stilisierten Olympischen Ringen | Braundes Symbol für Bronzemedaillen mit stilisierten Olympischen Ringen |
| ------------------------------------------------------------------- | --------------------------------------------------------------------- | ----------------------------------------------------------------------- |
| 4                                                                   | —                                                                     | 3                                                                       |

Nordkorea nahm in London an den Olympischen Spielen 2012 teil. Es war die insgesamt neunte Teilnahme an Olympischen Sommerspielen. Das Nationale Olympische Komitee Nordkoreas nominierte 52 Athleten in zehn Sportarten.
Fahnenträger bei der Eröffnungsfeier war der Marathonläufer Pak Song-chol.

## Medaillen

### Medaillenspiegel
| Medaillenspiegel Nordkorea |              |                              |                           |                           |        |
| Platz                      | Sportart     | Goldmedaille – Olympiasieger | Silbermedaille – 2. Platz | Bronzemedaille – 3. Platz | Gesamt |
| 1                          | Gewichtheben | 3                            | —                         | 2                         | 5      |
| 2                          | Judo         | 1                            | —                         | —                         | 1      |
| 3                          | Ringen       | —                            | —                         | 1                         | 1      |
| Total                      | Total        | 4                            | —                         | 3                         | 7      |

### Medaillengewinner

#### Gold
| Name         | Sportart     | Wettkampf                             |
| ------------ | ------------ | ------------------------------------- |
| Rim Jong-sim | Gewichtheben | Frauen, Klasse bis 69 kg              |
| An Kum-ae    | Judo         | Frauen, Halbleichtgewicht (bis 52 kg) |
| Kim Un-guk   | Gewichtheben | Männer, Klasse bis 62 kg              |
| Om Yun-chol  | Gewichtheben | Männer, Klasse bis 56 kg              |

#### Bronze
| Name           | Sportart     | Wettkampf                         |
| -------------- | ------------ | --------------------------------- |
| Ryang Chun-hwa | Gewichtheben | Frauen, Klasse bis 48 kg          |
| Kim Myong-hyok | Gewichtheben | Männer, Klasse bis 69 kg          |
| Yang Kyong-il  | Ringen       | Freistil Männer, Klasse bis 55 kg |

## Teilnehmer nach Sportarten

### Bogenschießen
| Athleten    | Wettbewerb | Qualifikation | Qualifikation | 1. Runde        | 1. Runde | 2. Runde      | 2. Runde      | Achtelfinale  | Achtelfinale  | Viertelfinale | Viertelfinale | Halbfinale    | Halbfinale    | Finale        | Finale        | Rang |
| Athleten    | Wettbewerb | Ringe         | Rang          | Gegner          | Ergebnis | Gegner        | Ergebnis      | Gegner        | Ergebnis      | Gegner        | Ergebnis      | Gegner        | Ergebnis      | Gegner        | Ergebnis      | Rang |
| ----------- | ---------- | ------------- | ------------- | --------------- | -------- | ------------- | ------------- | ------------- | ------------- | ------------- | ------------- | ------------- | ------------- | ------------- | ------------- | ---- |
| Frauen      |            |               |               |                 |          |               |               |               |               |               |               |               |               |               |               |      |
| Kwon Un-sil | Einzel     | 638           | 41            | Natalia Valeeva | 3:7      | ausgeschieden | ausgeschieden | ausgeschieden | ausgeschieden | ausgeschieden | ausgeschieden | ausgeschieden | ausgeschieden | ausgeschieden | ausgeschieden | 33   |

### Boxen
| Athleten      | Wettbewerb                  | 1. Runde              | 1. Runde | Achtelfinale     | Achtelfinale  | Viertelfinale | Viertelfinale | Halbfinale    | Halbfinale    | Finale        | Finale        | Rang |
| Athleten      | Wettbewerb                  | Gegner                | Ergebnis | Gegner           | Ergebnis      | Gegner        | Ergebnis      | Gegner        | Ergebnis      | Gegner        | Ergebnis      | Rang |
| ------------- | --------------------------- | --------------------- | -------- | ---------------- | ------------- | ------------- | ------------- | ------------- | ------------- | ------------- | ------------- | ---- |
| Frauen        |                             |                       |          |                  |               |               |               |               |               |               |               |      |
| Kim Hye-song  | Fliegengewicht 48 bis 51 kg | –                     | –        | Jelena Saweljewa | 9:12          | ausgeschieden | ausgeschieden | ausgeschieden | ausgeschieden | ausgeschieden | ausgeschieden | 9    |
| Männer        |                             |                       |          |                  |               |               |               |               |               |               |               |      |
| Pak Jong-chol | Fliegengewicht bis 52 kg    | Julião Henriques Neto | 8:12     | ausgeschieden    | ausgeschieden | ausgeschieden | ausgeschieden | ausgeschieden | ausgeschieden | ausgeschieden | ausgeschieden | –    |

### Fußball
| Wettbewerb    | Frauen |
| ------------- | --- |
| Athleten      | Choe Mi-gyong Choe Un-ju Jo Yun-mi Jon Myong-hwa Kim Chung-sim Kim Myong-gum Kim Nam-hui Kim Un-hyang Kwon Song-hwa O Chang-ran O Hui-sun Pong Son-hwa Ri Nam-sil Ri Ye-gyong Ro Chol-ok Yun Hyon-hui Yun Song-mi Kim Song-hui Choe Yong-sim (Ersatz) Kim Chol-ok (Ersatz) Kim Su-gyong (Ersatz) Yu Jong-im (Ersatz) |
| Trainer       | Sin Ui-gun |
| Gruppenphase  | Kolumbien 2:0 (1:0) Frankreich 0:5 (0:1) USA 0:1 (0:1) |
| Viertelfinale | ausgeschieden |
| Halbfinale    | ausgeschieden |
| Finale        | ausgeschieden |
| Rang          | 9 |

### Gewichtheben
| Athleten       | Wettbewerb       | Reißen  | Reißen | Stoßen  | Stoßen | Zweikampf | Zweikampf | Rang   |
| Athleten       | Wettbewerb       | Gewicht | Rang   | Gewicht | Rang   | Gewicht   | Rang      | Rang   |
| -------------- | ---------------- | ------- | ------ | ------- | ------ | --------- | --------- | ------ |
| Frauen         |                  |         |        |         |        |           |           |        |
| Ryang Chun-hwa | Klasse bis 48 kg | 80 kg   | 5      | 112 kg  | 2      | 192 kg    | 3         | Bronze |
| Jong Chun-mi   | Klasse bis 58 kg | 101 kg  | 7      | 130 kg  | 4      | 231 kg    | 6         | 6      |
| Rim Jong-sim   | Klasse bis 69 kg | 115 kg  | 1      | 143 kg  | 1      | 261 kg    | 1         | Gold   |
| Männer         |                  |         |        |         |        |           |           |        |
| Om Yun-chol    | Klasse bis 56 kg | 125 kg  | 6      | 168 kg  | 1      | 293 kg    | 1         | Gold   |
| Sin Chol-bom   | Klasse bis 56 kg | 113 kg  | 14     | 145 kg  | 11     | 258 kg    | 10        | 10     |
| Kim Un-guk     | Klasse bis 62 kg | 153 kg  | 1      | 174 kg  | 2      | 327 kg    | 1         | Gold   |
| Kim Kum-sok    | Klasse bis 69 kg | 140 kg  | 13     | 175 kg  | 9      | 315 kg    | 11        | 11     |
| Kim Myong-hyok | Klasse bis 69 kg | 145 kg  | 6      | 184 kg  | 3      | 329 kg    | 4         | 4      |

### Judo
| Athleten  | Wettbewerb       | 1. Runde   | 1. Runde | Achtelfinale    | Achtelfinale | Viertelfinale   | Viertelfinale | Halbfinale        | Halbfinale | Hoffnungsrunde Halbfinale | Hoffnungsrunde Halbfinale | Hoffnungsrunde Finale | Hoffnungsrunde Finale | Finale       | Finale   | Rang |
| Athleten  | Wettbewerb       | Gegner     | Ergebnis | Gegner          | Ergebnis     | Gegner          | Ergebnis      | Gegner            | Ergebnis   | Gegner                    | Ergebnis                  | Gegner                | Ergebnis              | Gegner       | Ergebnis | Rang |
| --------- | ---------------- | ---------- | -------- | --------------- | ------------ | --------------- | ------------- | ----------------- | ---------- | ------------------------- | ------------------------- | --------------------- | --------------------- | ------------ | -------- | ---- |
| Frauen    |                  |            |          |                 |              |                 |               |                   |            |                           |                           |                       |                       |              |          |      |
| An Kum-ae | Klasse bis 52 kg | Sophie Cox | 001:000  | Misato Nakamura | 0102:002     | Priscilla Gneto | 0102:0013     | Rosalba Forciniti | 101:000    | –                         | –                         | –                     | –                     | Yanet Bermoy | 001:000  | Gold |

### Leichtathletik
Laufen und Gehen
| Athleten       | Wettbewerb | Vorlauf | Vorlauf | Halbfinale | Halbfinale | Finale    | Finale | Rang |
| Athleten       | Wettbewerb | Zeit    | Rang    | Zeit       | Rang       | Zeit      | Rang   | Rang |
| -------------- | ---------- | ------- | ------- | ---------- | ---------- | --------- | ------ | ---- |
| Frauen         |            |         |         |            |            |           |        |      |
| Jon Kyong-hui  | Marathon   | –       | –       | –          | –          | 2:35:17 h | 56     | 56   |
| Kim Kum-ok     | Marathon   | –       | –       | –          | –          | 2:33:30 h | 49     | 49   |
| Kim Mi-gyong   | Marathon   | –       | –       | –          | –          | 2:38:33 h | 74     | 74   |
| Männer         |            |         |         |            |            |           |        |      |
| Kim Kwang-hyok | Marathon   | –       | –       | –          | –          | 2:20:20 h | 53     | 53   |
| Pak Song-chol  | Marathon   | –       | –       | –          | –          | 2:20:20 h | 52     | 52   |

### Ringen
| Athleten                         | Wettbewerb       | 1. Runde | 1. Runde | Achtelfinale       | Achtelfinale | Viertelfinale         | Viertelfinale | Halbfinale      | Halbfinale    | Hoffnungsrunde Viertelfinale | Hoffnungsrunde Viertelfinale | Hoffnungsrunde Halbfinale | Hoffnungsrunde Halbfinale | Hoffnungsrunde Finale | Hoffnungsrunde Finale | Finale        | Finale        | Rang   |
| Athleten                         | Wettbewerb       | Gegner   | Ergebnis | Gegner             | Ergebnis     | Gegner                | Ergebnis      | Gegner          | Ergebnis      | Gegner                       | Ergebnis                     | Gegner                    | Ergebnis                  | Gegner                | Ergebnis              | Gegner        | Ergebnis      | Rang   |
| -------------------------------- | ---------------- | -------- | -------- | ------------------ | ------------ | --------------------- | ------------- | --------------- | ------------- | ---------------------------- | ---------------------------- | ------------------------- | ------------------------- | --------------------- | --------------------- | ------------- | ------------- | ------ |
| Freistil Frauen                  |                  |          |          |                    |              |                       |               |                 |               |                              |                              |                           |                           |                       |                       |               |               |        |
| Han Kum-ok                       | Klasse bis 55 kg | Freilos  | Freilos  | Jackeline Rentería | 1:3          | ausgeschieden         | ausgeschieden | ausgeschieden   | ausgeschieden | ausgeschieden                | ausgeschieden                | ausgeschieden             | ausgeschieden             | ausgeschieden         | ausgeschieden         | ausgeschieden | ausgeschieden | 10     |
| Choe Un-gyong                    | Klasse bis 63 kg | Freilos  | Freilos  | Jing Ruixue        | 1:3          | ausgeschieden         | ausgeschieden | ausgeschieden   | ausgeschieden | –                            | –                            | Monika Ewa Michalik       | 1:3                       | ausgeschieden         | ausgeschieden         | ausgeschieden | ausgeschieden | 12     |
| griechisch-römischer Stil Männer |                  |          |          |                    |              |                       |               |                 |               |                              |                              |                           |                           |                       |                       |               |               |        |
| Yun Won-chol                     | Klasse bis 55 kg | Freilos  | Freilos  | Choi Gyu-jin       | 0:3          | ausgeschieden         | ausgeschieden | ausgeschieden   | ausgeschieden | ausgeschieden                | ausgeschieden                | ausgeschieden             | ausgeschieden             | ausgeschieden         | ausgeschieden         | ausgeschieden | ausgeschieden | 15     |
| Freistil Männer                  |                  |          |          |                    |              |                       |               |                 |               |                              |                              |                           |                           |                       |                       |               |               |        |
| Yang Kyong-il                    | Klasse bis 55 kg | Freilos  | Freilos  | Dilschod Mansurow  | 3:1          | Dschamal Otarsultanow | 1:3           | ausgeschieden   | ausgeschieden | –                            | –                            | Sem Schilimela            | 3:1                       | Däulet Nijasbekow     | 3:1                   | ausgeschieden | ausgeschieden | Bronze |
| Ri Jong-myong                    | Klasse bis 60 kg | Freilos  | Freilos  | Farzad Tarash      | 3:0          | Hassan Madani         | 3:1           | Bessik Kuduchow | 0:3           | –                            | –                            | –                         | –                         | Yogeshwar Dutt        | 1:3                   | ausgeschieden | ausgeschieden | 5      |

### Schießen
| Athleten    | Wettbewerb        | Qualifikation | Qualifikation | Finale        | Finale        | Ringe | Rang |
| Athleten    | Wettbewerb        | Ringe         | Rang          | Ringe         | Rang          | Ringe | Rang |
| ----------- | ----------------- | ------------- | ------------- | ------------- | ------------- | ----- | ---- |
| Frauen      |                   |               |               |               |               |       |      |
| Jo Yong-suk | Luftpistole 10 m  | 384           | 10            | ausgeschieden | ausgeschieden | 384   | 10   |
| Jo Yong-suk | Sportpistole 25 m | 583           | 7             | 199,3         | 7             | 782,3 | 7    |

### Synchronschwimmen
| Athletinnen                | Wettbewerb | Qualifikation     | Qualifikation     | Qualifikation  | Qualifikation  | Qualifikation | Qualifikation | Finale         | Finale         | Finale           | Finale           |
| Athletinnen                | Wettbewerb | Technische Kür TK | Technische Kür TK | Freie Kür FK-Q | Freie Kür FK-Q | Gesamt        | Gesamt        | Freie Kür FK-F | Freie Kür FK-F | Gesamt TK + FK-F | Gesamt TK + FK-F |
| Athletinnen                | Wettbewerb | Punkte            | Rang              | Punkte         | Rang           | Punkte        | Rang          | Punkte         | Rang           | Punkte           | Rang             |
| -------------------------- | ---------- | ----------------- | ----------------- | -------------- | -------------- | ------------- | ------------- | -------------- | -------------- | ---------------- | ---------------- |
| Frauen                     |            |                   |                   |                |                |               |               |                |                |                  |                  |
| Jang Hyang-mi Jong Yon-hui | Duett      | 84,400            | 16                | 84,830         | 16             | 169,230       | 16            | ausgeschieden  | ausgeschieden  | ausgeschieden    | 16               |

### Tischtennis
| Athleten                                 | Wettbewerb | 1. Runde       | 1. Runde | 2. Runde        | 2. Runde      | 3. Runde      | 3. Runde      | 4. Runde      | 4. Runde      | Viertelfinale | Viertelfinale | Halbfinale    | Halbfinale    | Finale        | Finale        | Rang |
| Athleten                                 | Wettbewerb | Gegner         | Ergebnis | Gegner          | Ergebnis      | Gegner        | Ergebnis      | Gegner        | Ergebnis      | Gegner        | Ergebnis      | Gegner        | Ergebnis      | Gegner        | Ergebnis      | Rang |
| ---------------------------------------- | ---------- | -------------- | -------- | --------------- | ------------- | ------------- | ------------- | ------------- | ------------- | ------------- | ------------- | ------------- | ------------- | ------------- | ------------- | ---- |
| Frauen                                   |            |                |          |                 |               |               |               |               |               |               |               |               |               |               |               |      |
| Kim Jong                                 | Einzel     | –              | –        | Cornelia Molnar | 4:1           | Jiang Huajun  | 2:4           | ausgeschieden | ausgeschieden | ausgeschieden | ausgeschieden | ausgeschieden | ausgeschieden | ausgeschieden | ausgeschieden | 17   |
| Ri Myong-sun                             | Einzel     | –              | –        | Xian Yi Fang    | 2:4           | ausgeschieden | ausgeschieden | ausgeschieden | ausgeschieden | ausgeschieden | ausgeschieden | ausgeschieden | ausgeschieden | ausgeschieden | ausgeschieden | 33   |
| Kim Jong Ri Mi-gyong Ri Myong-sun        | Mannschaft | Großbritannien | 3:0      | –               | –             | –             | –             | –             | –             | Singapur      | 0:3           | ausgeschieden | ausgeschieden | ausgeschieden | ausgeschieden | 5    |
| Männer                                   |            |                |          |                 |               |               |               |               |               |               |               |               |               |               |               |      |
| Kim Hyok-bong                            | Einzel     | –              | –        | Soumyajit Ghosh | 4:1           | Joo Se-hyuk   | 4:2           | Jiang Tianyi  | 3:4           | ausgeschieden | ausgeschieden | ausgeschieden | ausgeschieden | ausgeschieden | ausgeschieden | 9    |
| Kim Song-nam                             | Einzel     | Lin Ju         | 3:4      | ausgeschieden   | ausgeschieden | ausgeschieden | ausgeschieden | ausgeschieden | ausgeschieden | ausgeschieden | ausgeschieden | ausgeschieden | ausgeschieden | ausgeschieden | ausgeschieden | 49   |
| Kim Hyok-bong Kim Song-nam Jang Song-man | Mannschaft | Südkorea       | 1:3      | –               | –             | –             | –             | –             | –             | ausgeschieden | ausgeschieden | ausgeschieden | ausgeschieden | ausgeschieden | ausgeschieden | 9    |

### Wasserspringen
| Athleten     | Wettbewerb        | Vorkampf | Vorkampf | Halbfinale    | Halbfinale    | Finale        | Finale        | Rang |
| Athleten     | Wettbewerb        | Punkte   | Rang     | Punkte        | Rang          | Punkte        | Rang          | Rang |
| ------------ | ----------------- | -------- | -------- | ------------- | ------------- | ------------- | ------------- | ---- |
| Frauen       |                   |          |          |               |               |               |               |      |
| Kim Jin-ok   | Turmspringen 10 m | 320,10   | 15       | 312,95        | 14            | ausgeschieden | ausgeschieden | 14   |
| Kim Un-hyang | Turmspringen 10 m | 308,10   | 18       | 314,40        | 13            | ausgeschieden | ausgeschieden | 13   |
| Männer       |                   |          |          |               |               |               |               |      |
| Ri Hyun-ju   | Turmspringen 10 m | 331,30   | 32       | ausgeschieden | ausgeschieden | ausgeschieden | ausgeschieden | 32   |